# Luis Esnaola
Luis Esnaola López (nacido en Madrid en 1985) es un solista de violín español que forma parte de la Filarmónica de Berlín desde 2016. Es uno de los muy pocos españoles que han formado parte de esta prestigiosa formación, como los violinistas Enrique Fernández Arbós, que fue concertino, Santiago Cervera, que también fue violinista y el violista murciano Joaquín Riquelme.

## Biografía
Luis Esnaola creció en una familia en la que la música tuvo un papel importante interesandose por el violín desde niño. Estudió violín en Madrid con, entre otros, Joaquín Torre, y posteriormente en el Conservatorio de Música de Nueva Inglaterra con el pedagogo Donald Weilerstein.
Debuta como violinista a los diez años en Estados Unidos con la Orquesta Sinfónica de Cincinnati dirigida por Jesús López Cobos
En 1999, con sólo 14 años, Esnaola fue el único español finalista y uno de los participantes más jóvenes en la quinta edición del Concurso Internacional de Violín Pablo Sarasate, obteniendo el tercer premio y el premio del público.
Continuó su formación en Alemania, con una beca de la Fundación "la Caixa", en la Escuela Superior de Música Hanns Eisler de Berlín, con Antje Weithaas, desde 2009, graduándose con un máster en música en 2012. 
Durante sus estudios de máster, en enero de 2011, obtuvo plaza becado en la Academia Karajan de la Filarmónica de Berlín, donde su mentor fue el violinista Christophe Horak. recibiendo clases magistrales impartidas, entre otros, por Dorothy DeLay, Itzhak Perlman, Rainer Kussmaul y Christian Tetzlaff. Fue invitado a actuar en la entrega de los Premios Nacionales de las Artes en Nueva York y fue miembro del Itzhak Perlman Music Program con el que viajó a China y actuó en el Centro John F. Kennedy para las Artes Escénicas.
Después de liderar la sección de segundos violines de la Orquesta de la Tonhalle de Zúrich, en septiembre de 2016, se incorporó a la sección de primeros violines de la Filarmónica de Berlín. También forma parte de dos formaciones de música de cámara de la orquesta, además de no descuidar la interpretación solista, actuando, entre otros, con la Orquesta del Centro Nacional de las Artes de Ottawa, con dirección de Pinchas Zukerman en el Festival de Baden-Baden, la Orquesta Filarmónica de Gran Canaria, la Orquesta de Cámara Andrés Segovia, la Orquesta Sinfónica de Galicia, la Orquesta Sinfónica de RTVE y la Orquesta Sinfónica Nacional de Estados Unidos de Washington, en el Carnegie Hall de Nueva York y la Gewandhaus de Leipzig.
.

## Premios
- Finalista en el Concurso de Jóvenes Artistas de la Orquesta Filarmónica de Nueva York, Nueva York, 2002.
- Tercer premio y premio del público en el Concurso Internacional de Violín Pablo Sarasate, Pamplona, 1999.
- Primer premio en el Concurso Nacional Alemán de Jóvenes Artistas (como solista y músico de cámara) en 1997 y 1998.[4]
- Primer premio del concurso nacional alemán Jugend Musiziert.[4]
- Premio Stennebrüggen.[4]
- Premio de Confederación de Cajas de Ahorros alemanas.[4]
- Primer premio de Sound Symphony de Nueva York.[4]
- Finalista de la New York Philharmonic Competition.[4]

## Conjuntos de la Filarmónica de Berlín
- Cuarteto de cuerda de la Filarmónica de Berlín.
- Cuarteto de Piano de la Filarmónica de Berlín.